# Francisco Cruzate
Pour les articles homonymes, voir Cruzate et Grenzner.
Francisco Cruzate Grenzner, né le 7 juillet 1878 à Barcelone et mort le 2 septembre 1910 dans la même ville, est un footballeur et athlète espagnol.

## Biographie
Francisco Cruzate joue au FC Barcelone lors des trois premières saisons de l'existence du club, même s'il ne joue que des matches non officiels. 
Il est aussi un athlète remarquable qui est considéré comme le premier recordman espagnol du 800 mètres. Il est nommé responsable de la course à pied au FC Barcelone, l'ancêtre de la section d'athlétisme du club.
Il meurt jeune, à seulement 32 ans.